# Apate degener
Apate degener är en skalbaggsart som beskrevs av Murray 1867. Apate degener ingår i släktet Apate och familjen kapuschongbaggar. Inga underarter finns listade i Catalogue of Life.

## Bildgalleri

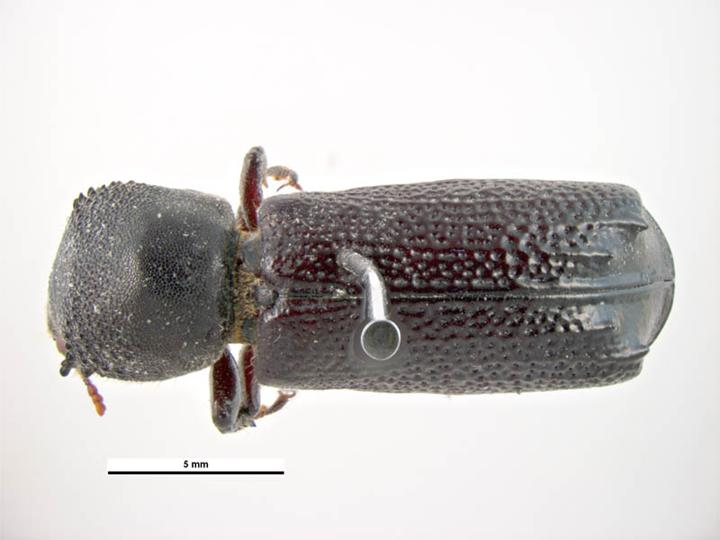